# Alexandra Töpfner
Alexandra Töpfner (* 8. Februar 1996 in Szekszárd, Ungarn) ist eine ungarndeutsche Handballspielerin, die für die ungarische Nationalmannschaft aufläuft.

## Karriere

### Im Verein
Töpfner spielte anfangs Handball in ihrer Geburtsstadt, wo sie das Handballspielen im Jahr 2007 bei UKSE Szekszárd begann, zwei Jahre später zu Szekszárdi FGKC wechselte, im Jahr 2011 zu UKSE Szekszárd zurückkehrte und in der Spielzeit 2012/13 erneut für Szekszárdi FGKC auflief. Daraufhin schloss sich die Außenspielerin dem ungarischen Verein Mosonmagyaróvári KC SE an, in deren Damenmannschaft sie in der Saison 2016/17 erstmals in der höchsten ungarischen Spielklasse eingesetzt wurde. Anschließend trat sie mit der Damenmannschaft den Gang in die Zweitklassigkeit an. Nachdem die Linkshänderin in der Saison 2018/19 beim Zweitligisten Kispesti NKK unter Vertrag gestanden hatte, wechselte sie zum Erstligisten Alba Fehérvár KC. Seit dem Sommer 2022 steht sie beim Ligakonkurrenten Debreceni Vasutas SC unter Vertrag. Im Sommer 2025 wird sie zum rumänischen Erstligisten Rapid Bukarest wechseln.

### In Auswahlmannschaften
Töpfner bestritt am 29. Oktober 2022 ihr Länderspieldebüt für die ungarische Nationalmannschaft gegen Rumänien. Knapp einem Monat nach ihrem Debüt gehörte sie dem ungarischen Aufgebot bei der Europameisterschaft 2022 an, mit der sie den elften Platz belegte. Im darauffolgenden Jahr belegte sie bei der Weltmeisterschaft den zehnten Platz. Töpfner, die in vier von sechs Turnierspielen mitwirkte, erzielte im Turnierverlauf neun Treffer.